# Macelo de Pozzuoli
Macelo de Pozzuoli foi o mercado de provisões (macelo) construído na colônia romana de Putéolos, atualmente conhecida como Pozzuoli. Quando foi escavado pela primeira vez no século XVIII, a descoberta de uma estátua de Serápis levou aos estudiosos a identificarem o Serapeu da cidade, ou seja, o Templo de Serápis. Uma faixa de orifícios ou gastroquenolitas deixadas por moluscos bivalves marinhos do gênero litófago sobre três colunas de mármore indica que estas colunas permaneceram de pé por séculos enquanto o sítio afundou abaixo do nível do mar, e então reemergiu. Esta característica intrigante foi o motivo de debates sobre geologia, e posteriormente levou à identificação de bradissismo na área, mostrando que a crosta da Terra poderia estar sujeita a gradual movimento sem terremotos destrutivos.

## Origens e características
A cidade de Dicearquia, fundada em torno do século VII a.C. por refugiados gregos de Samos, foi incorporada na República Romana como a cidade de Putéolos em 194 a.C.. A partir deste momento, integrou-se no sistema comercial romano como o mais importante porto marítimo a conectar Roma com todo o Mediterrâneo. Ao longo dos séculos de dominação romana, Putéolos recebeu vários monumentos e edifícios, dos quais os mais importantes são o Anfiteatro e o Macelo. O macelo está situado na porção oriental da cidade próximo ao empório. Provavelmente ao menos seu núcleo foi construído no século I-II d.C., talvez durante período flaviano, como indica uma inscrição dedicatória. A porção norte da abside e o tolo possuem sinais de uma reforma póstuma, provavelmente do século III, como parece indicar os restos arquitetônicos e algumas fístulas aquárias com o nome do imperador Sétimo Severo (r. 193–211).
A identificação do edifício como um macelo ao invés do templo foi feita por Charles Dubois, que publicou um detalhado registro das ruínas de Pozzuoli em seu Pouzzoles antiques. Histoire et topographie de 1907. A entrada monumental do macelo está situada no lado sudoeste, em direção a área do antigo porto, enquanto o lado oposto é dividido por um grande êxedra, sublinhado pela maior dimensão das quatro colunas vistas e ladeado por áreas de serviço e duas latrinas, estas últimas também acessíveis pelo exterior. O edifício está articulado em torno de um pátio central quase quadrático, rodeado por um pórtico que dava acesso às tabernas, composto por uma colunata de 36 colunas de granito cinza, com uma altura de 6,11 metros e diâmetro de 80 centímetros, encimadas por capiteis coríntias decoradas com conchas contendo pequenos golfinhos. Tanto o pórtico como o pátio foram pavimentados com lajes de mármore.
No centro do pátio há um tolo semicircular, que mantinha-se sobre um pódio alcançado por quatro escadas de acessos situadas simetricamente, com 16 colunas coríntias de mármore africano apoiando uma abóbada, com estruturas murais em opus latericium revestido com placas de mármore e uma grande fontanário octogonal, no centro da qual há furos dispostos de modo a formar um desenho floral que abrange um canal. No entorno do tolo, nos intercolúnios e eixos das colunas, havia plataformas de estátuas honoríficas e puteais em mármore.
No centro do lado oriental do pórtico há o salão absidal, em frente à entrada, que apresenta uma facha tetrastila, ornada com estátuas honoríficas. A entrada do salão era marcada por pilares revestidos com mármore cipolino e duas colunas do mesmo tipo com seus intercolúnios fechados por barreiras de mármore. O piso foi feito em opus sectile com um padrão de quadrados no qual se inscrevem círculos e losangos de mármore vermelho, amarelo, verde e violeta. Nos nichos da sala absidal foram encontradas estátuas com inscrições em homenagem ao imperador Alexandre Severo (r. 222–235) e sua esposa Salústia Orbiana, a estátua de Serápis, e os grupos de Orestes e Electra e Dionísio com o Fauno.

## Escavações e influência sobre a geologia

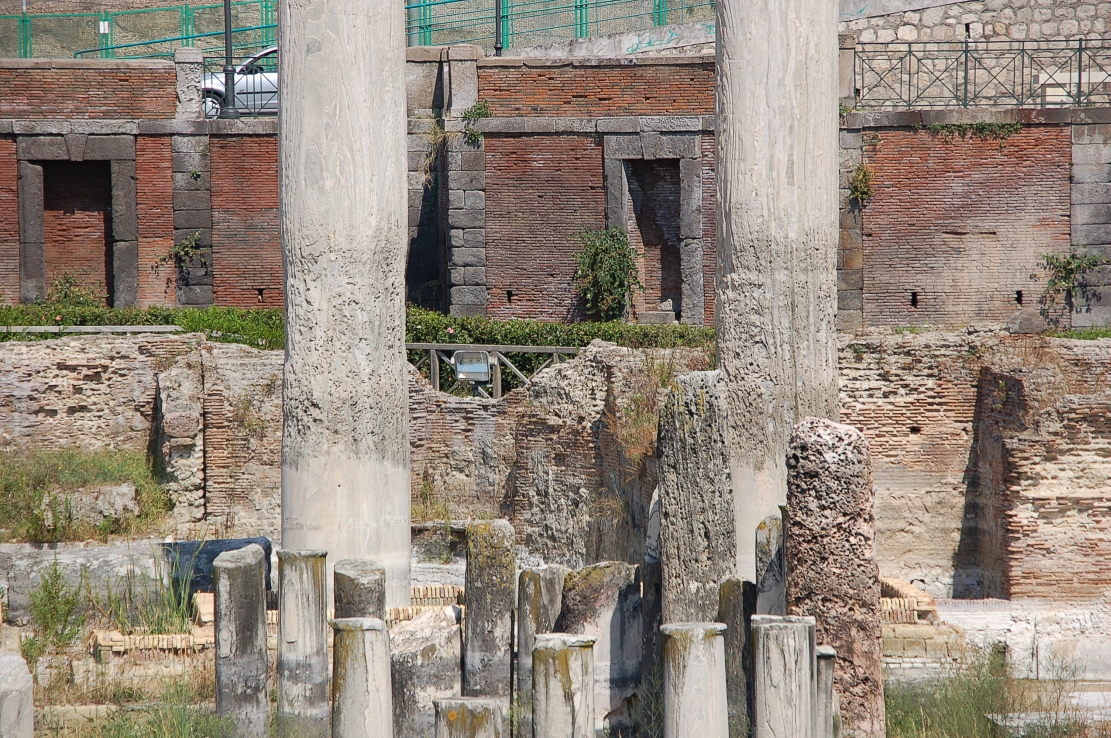
Vista das faixas de furos feitas pelos moluscos.

Carlos III de Espanha (r. 1734–1759) ordenou escavações entre 1750 e 1750, expondo as três grandes colunas de cipolino que deram ao sítio seu nome de "vinhedo das três colunas". Ele atraiu visitas de antiquaristas, entre eles William Hamilton cujo "Campos Flégreos" (em italiano: Campi Phlegraei) de 1776 mostrou uma distante visão dos edifícios secos acima do nível do mar, e John Soane que "foi ao Templo de Júpiter Serápis" em 1 de janeiro de 1779 e fez esboços, bem como um plano do complexo, possivelmente copiado de outro desenhista.
Em 1798, Scipione Breislak descreveu seu trabalho de campo no sítio em seu Topografia física da Campânia (em italiano: Topografia fisica della Campania), e teorizou sobre mudanças no nível do mar em torno da costa. Ele argumentou que a evidência não apoia a sugestão da queda geral dos níveis do mar, mas pensava em explicações sísmicas que foram inadequadas já que terremotos notadamente chacoalham edifícios até colapsarem, e as colunas ainda estava de pé. Ele concluiu que deveria ter sido um movimento indetectável da crosta da Terra, mas reconheceu que isso foi insatisfatório como a causa que não poderia ser vista. Em 1802, John Playfair, em seu "Ilustrações da Teoria Huttoniana da Terra" (em inglês: Illustrations of the Huttonian Theory of the Earth), usou as descrições de Breislak para apoiar as ideias de James Hutton de mudanças vagarosas, atribuindo as diferenças alturas da água em torno das colunas às "oscilações" no nível da terra.

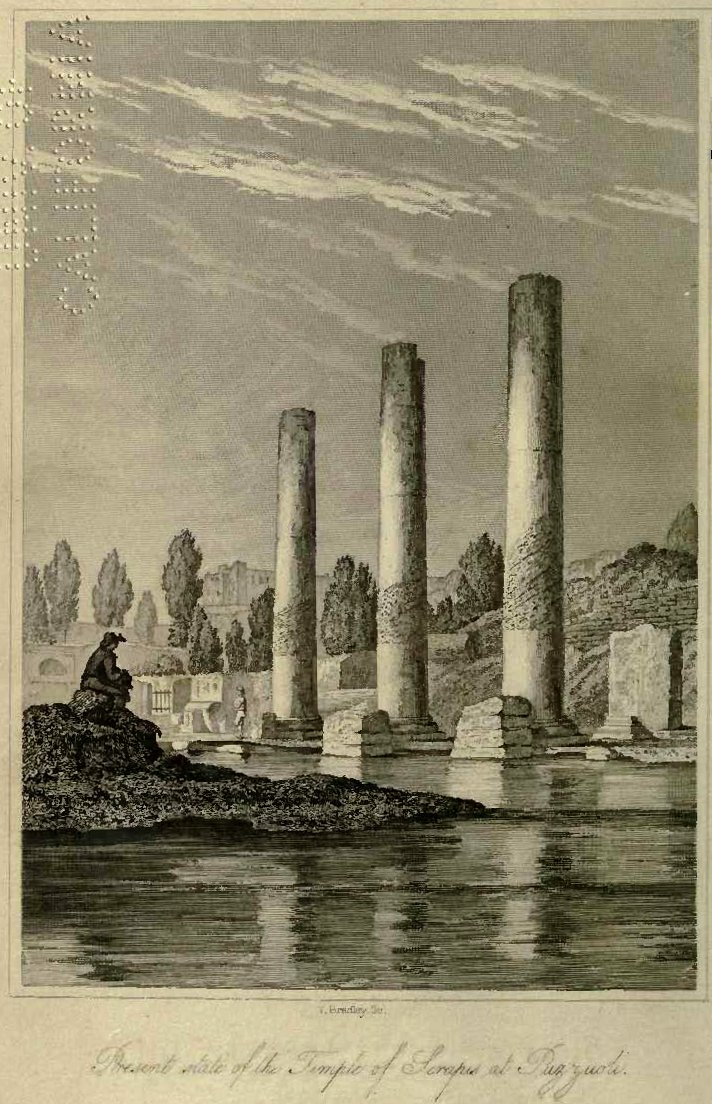
Frontispício do Princípios da Geologia de Charles Lyell de 1830, "cuidadosamente reduzido daquele dado pelo Canônico Andrea de Jorio em seu 'Pesquisa sobre o Templo de Serápis, em Puzzuoli', Nápoles, 1820", que foi baseado em um desenho de John Izard Middleton

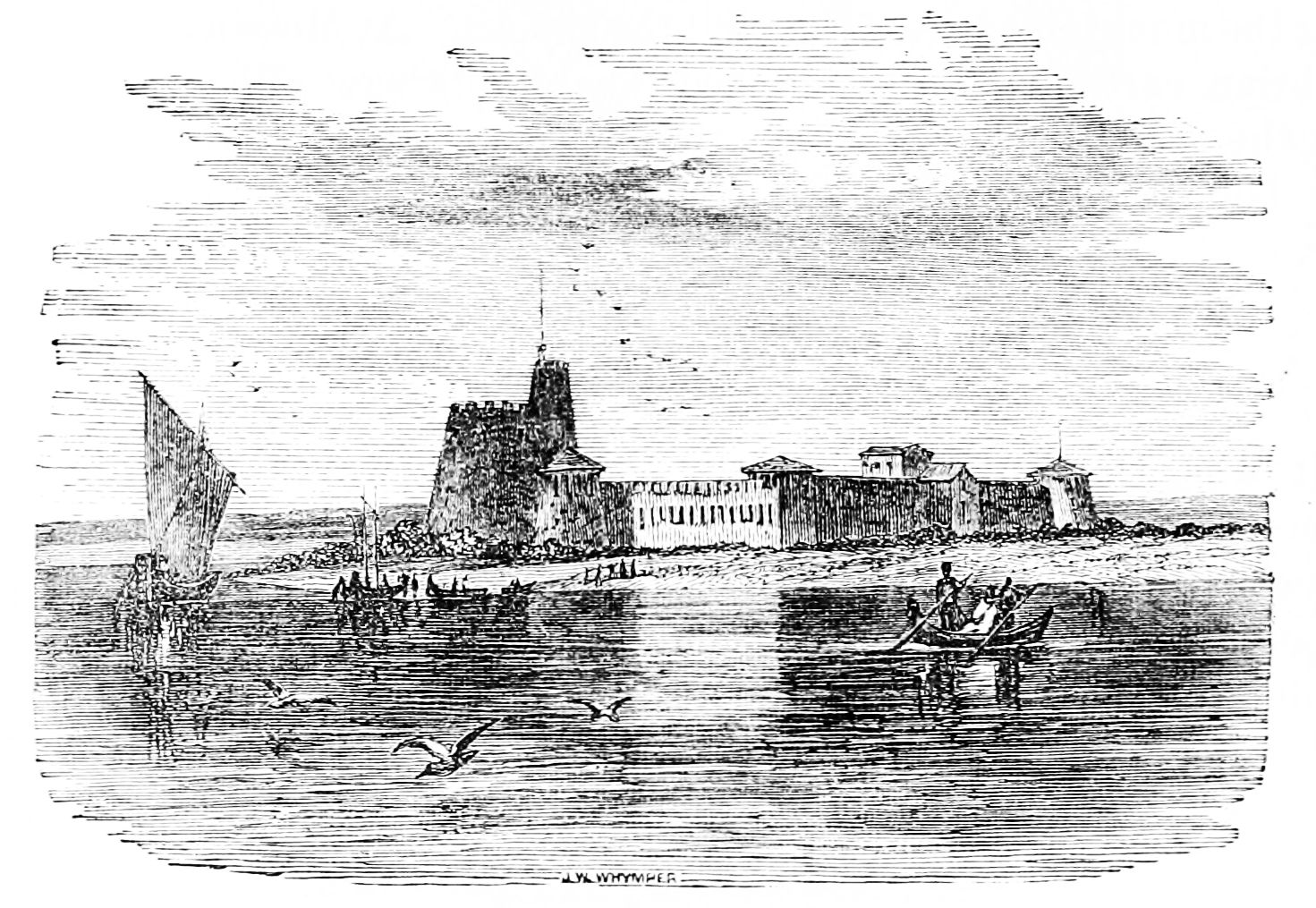
Forte de Sindree após o terremoto.

Entre 1806 e 1818, mais escavações expuseram a integridade do Serapeu ou Templo de Serápis. As escavações perderam informação estratigráfica nos depósitos que enterraram o edifício, mas uma faixa de orifícios ou gastroquenolitas deixadas por moluscos bivalves marinhos do gênero litófago sobre as três colunas de mármore forneceu um bom registro da variação relativa do nível do mar. O antiquarista Andrea di Jorio estudou as ruínas, e em 1817 publicou um manual dos Campos Flégreos, com um mapa da área que tinha muitas fontes termais e crateras vulcânicas bem como sítios antiquários incluindo o suposto templo. Por esta época, o pavimento foi inundado pelo mar, indicando uma ligeira redução do nível do solo. Em 1820, ele publicou um estudo de seu "Pesquisa sobre o Templo de Serápis, em Puzzuoli" (em italiano: Ricerche sul Tempio di Serapide, in Puzzuoli), incluindo uma ilustração baseada em um desenho de John Izard Middleton mostrando as três colunas com as faixas afetadas pelos moluscos.
Em 1819, Giovanni Battista Brocchi propôs que as colunas abaixo da faixas foram protegidas pelos moluscos de serem enterradas em silte ou cinza vulcânica. O primeiro volume do "Alterações na superfície da terra" (em alemão: Veränderungen der Erdoberfläche) de Karl Ernst Adolf von Hoff, publicado em 1822, incluiu um registro das ruínas que demonstra mudanças relativas nos níveis do solo e mar. O segundo volume de Hoff de 1824 revisou como terremotos podem causar isso, e mencionou o estudo de Jorio. O registro de Hoff motivou Johann Wolfgang von Goethe a publicar sua própria ideia, cunhada quando visitou o sítio em 1787. No "Problema Arquitetural e da História Natural (em alemão: Architektonisch-naturhistorisches Problem) de Goethe de 1823, ele sugeriu que silte ou cinza parcialmente enterraram as colunas e ao mesmo tempo resistiu a água formando uma laguna acima do nível do mar. Robert Jameson traduziu este trabalho em seu jornal de Edimburgo, para opô-lo às interpretações de Playfair. Outros naturalistas pensaram isso como improvável, uma vez que uma laguna de água fresca não teria suportado moluscos marinhos, e o mar estava até então maior que da vez da visita de Goethe.
Em seu livro de 1826, "Uma Descrição dos Vulcões Extintos e Ativos" (em inglês: A Description of Active and Extinct Volcanoes, Charles Daubeny descartou o abaixamento implícito do solo por 9,1 metros, seguido por um aumento tão grande quanto improvável, uma vez que "é provável que nenhum pilar do templo agora manteria sua postura ereta para atestar a realidade destas convulsões". Daubeny também duvidou das mudanças do nível do mar, e então concluiu que as faixas de buracos furados pelos moluscos devem ser devido ao represamento local da água em torno dos edifícios.
O Princípios de Geologia de 1830 de Charles Lyell realçou como seu frontispício uma réplica da ilustra di Jorio das colunas, e uma detalhada seção discutindo o significado delas. Ele fortemente contestou o argumento de Daubeny, e em vez disso propôs forças geológicas lentas e constantes. Lyell escreveu: "Aqueles edifícios poderiam ter sido submersos, e depois levantados, sem serem inteiramente reduzidos a uma pilha de ruínas, aparece nenhuma anomalia, quando recoletamos no ano 1819, quando o delta do Indo afundou, as casas dentro do Forte de Sindree diminuiu sob as ondassem ser derrubado." Em 1832, o jovem Charles Darwin usou os métodos de Lyell no primeiro desembarque da viagem exploratório do Beagle, enquanto considerando evidências da elevação do solo na Ilha de Santiago. Em seu jornal, Darwin descartou o argumento de Daubeny, e escreveu que ele sentiu "certeza em São Jago que em alguns lugares uma cidade pode ter sido elevada sem danificar uma casa".

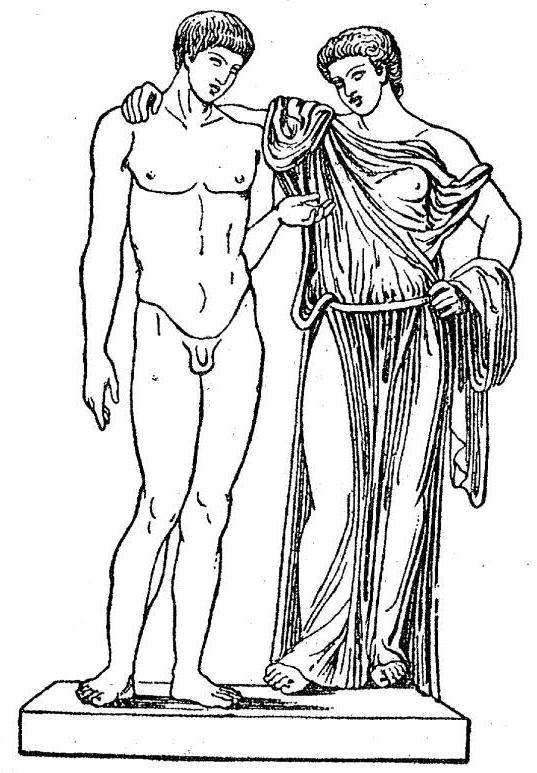
Representação da escultura de Orestes e Electra encontrada no macelo

Charles Babbage realizou uma pesquisa detalhada das ruínas em 1828 e seu "Obervações sobre o Templo de Serápis em Pozzuoli, próximo de Nápoles" (em inglês: Observations on the Temple of Serapis at Pozzuoli, near Naples foi publicado em 1847. Em algumas das salas do macelo Babbage encontrou uma encrustação acastanhado escura de sal, e uma encrustação mais grossa até uma altura de cerca de 2,7 metros do nível do chão. Eles foram interpretados como mostrando que o edifício rebaixou, um pequeno lago se formou e permitiu que água entrasse no edifício sem haver uma conexão direta com o mar, e então em um estágio posterior o solo diminuiu a um ponto onde a água do mar entrou, e os litógrafos começaram a cavar buracos na alvenaria até 5,8 metros do nível do chão.
Investigações mais recentes dos movimentos verticais mostrou que o sítio está próximo do centro da caldeira dos Campos Flégreos e esteve sujeito a repetidos "terremotos lentos", ou bradissismo, desta caldeira rasa, resultando em um abaixamento relativamente lento ao longo de períodos longos, inundando as ruínas, pontuados por períodos de elevação relativamente rápida que fazem-no reemergir. Após um longo abaixamento através do período romano, houve um período de elevação na Idade Média entre 700 e 800, e após outro abaixamento, o solo voltou a emergir em torno de 1500 até a última erupção em 1538. A terra novamente rebaixou gradualmente e então, entre 1969 e 1973, elevou-se 1,7 metros. Pelas décadas seguintes houve um pequeno rebaixamento, e entre 1982 e 1994 houve uma elevação de quase 2 metros. Precauções sobre riscos de danos por terremoto e possível erupção levaram a uma evacuação temporária de Pozzuoli. Medidas detalhadas indicam que a deformação da caldeira formou uma lente quase circular próximo de Pozzuoli. Vários modelos foram produzidos para encontrar mecanismos explicativos para este padrão.